# Astrogeron supinus
Astrogeron supinus är en ormstjärneart som först beskrevs av George Richard Lyman 1883.  Astrogeron supinus ingår i släktet Astrogeron och familjen skinnormstjärnor. Inga underarter finns listade i Catalogue of Life.